# Фенинг
Фе́нинг (конвертируемый фенинг) (босн. и хорв. fening, серб. фенинг, ранее также использовались форма pfenig / пфенниг) — разменная денежная единица Боснии и Герцеговины, равная 1/100 конвертируемой марки.
Название происходит от пфеннига (1/100 немецкой марки, к которой до введения евро была приравнена конвертируемая марка).

## Монеты
Монеты изготовлены Королевским монетным двором (Великобритании).
| Изображение | Номинал     | Диаметр | Вес    | Толщина | Гурт      | Материал                | Дата выпуска в обращение | Годы чеканки                                   |
| ----------- | ----------- | ------- | ------ | ------- | --------- | ----------------------- | ------------------------ | ---------------------------------------------- |
|             | 5 фенингов  | 18 мм   | 2,66 г | 1,5     | ребристый | Сталь, покрытая никелем | 5 января 2006 г.         | 2005, 2008, 2011, 2013, 2017                   |
|             | 10 фенингов | 20 мм   | 3,90 г | 1,8 мм  | гладкий   | Сталь, покрытая медью   | 9 декабря 1998 г.        | 1998, 2000, 2004, 2007, 2008, 2011, 2013, 2017 |
|             | 20 фенингов | 22 мм   | 4,5 г  | 1,7 мм  | ребристый | Сталь, покрытая медью   | 9 декабря 1998 г.        | 1998, 2000, 2004, 2007, 2008, 2009, 2013, 2017 |
|             | 50 фенингов | 24 мм   | 5,15 г | 1,5 мм  | ребристый | Сталь, покрытая медью   | 9 декабря 1998 г.        | 1998, 2000, 2007, 2013, 2017                   |

## Банкноты
Банкноты в фенингах печатались Francois-Charles Oberhtur, Fiduicare Paris. Выпускались банкноты двух образцов: для Федерации Боснии и Герцеговины и для Республики Сербской, отличавшиеся изображениями и языками, на которых сделаны надписи на банкнотах. Оба образца являлись законным платёжным средством в обеих частях Боснии и Герцеговины.
| Изображение     | Изображение       | Номинал     | Размеры (мм) | Основной цвет | Описание                   | Описание                  | Описание         | Дата выпуска в обращение | Дата изъятия из обращения |
| Лицевая сторона | Оборотная сторона | Номинал     | Размеры (мм) | Основной цвет | Лицевая сторона            | Оборотная сторона         | Водяной знак     | Дата выпуска в обращение | Дата изъятия из обращения |
| --------------- | ----------------- | ----------- | ------------ | ------------- | -------------------------- | ------------------------- | ---------------- | ------------------------ | ------------------------- |
| ФБиГ            |                   | 50 фенингов | 120 х 60 мм  | тёмно-синий   | Скендер Куленович писатель | фрагмент стечки из Згошчи | монограмма банка | 22 июня 1998             | 31 марта 2003             |
| РС              |                   | 50 фенингов | 120 х 60 мм  | тёмно-синий   | Бранко Чопич писатель      | дом, открытая книга       | монограмма банка | 22 июня 1998             | 31 марта 2003             |